# Rosa Mayreder
Rosa Mayreder (Viena, 30 de noviembre de 1858-Viena, 19 de enero de 1938) fue una librepensadora, filósofa, escritora, pintora, música y feminista austriaca.

## Biografía
Rosa Obermayer creció en el seno de una familia de clase burguesa. Era la hija de Franz Arnold Obermayer, un acaudalado dueño de restaurantes y tabernero, y de su segunda esposa Marie. Formó parte de una familia numerosa ya que llegó a tener 12 hermanos. Su padre era un hombre muy conservador, sin embargo, sí creía en la importancia de que sus hijas recibieran educación por ello Rosa Obermayer durante años recibió clases de piano, francés y pintura a la vez que acudía al instituto de Sophie Paulus en Spiegelgasse.
Gracias a las clases que recibió, Rosa Obermayer destacó notablemente en música y pintura, sin embargo, en los temas por los sentía más curiosidad como la Literatura y la Filosofía, tuvo que formarse por su cuenta a través de libros que conseguía, convirtiéndose en una gran autodidacta. También aprendió griego y latín porque su padre le permitió asistir a las clases que recibía uno de sus hermanos. Su interés por la literatura, le llevó a escribir un diario donde narró su vida desde su juventud hasta su muerte. También escribió poemas, novelas o textos filosóficos donde plasmó todo aquello que había ido aprendiendo y sus pensamientos. Llegó incluso a escribir un libreto de ópera. Desde sus primeros escritos comienza a mostrarse en contra del confinamiento que el cuerpo de la mujer sufría por mandato social como podemos ver en citas como esta:

"Mi ira en contra del corsé como herramienta de condicionamiento aumentó hasta tal punto que a los dieciocho simplemente dejé de usarlo".

Durante su periodo como estudiante conoce a Karl Mayreder, y después de cuatro años de relación en el año 1881 acaban cansándose. Durante su matrimonio no tuvieron hijos. En una ocasión sufrió un aborto que le provocó una depresión de la que habla en su diario personal. En la década de 1890, Rosa Mayreder se une al ala radical del movimiento feminista ciudadano, y comienza a seguir el lema: "Hacia la libertad y la felicidad a través del conocimiento".
Rosa Mayreder formó parte del círculo de la activista de los derechos de la mujer Marie Lang en Viena y pudo reunirse en ocasiones con Rudolf Steiner, Hugo Wolf y Friedrich Eckstein. Con Hugo Wolf mantuvo una relación más cercana y fue con quien desarrolló su libreto de ópera denominado Der Corregidor.
Rosa Mayreder destacó en el campo de la pintura, por esa razón, en el año 1891 sus acuarelas fueron exhibidas en el Künstlerhaus en Viena. Dos años después de su exposición, junto a distintas personalidades como fueron Auguste Fickert, Marie Lang y Marianne Hainisch, fundó en 1902 la Federación de Organizaciones de Mujeres Austríacas, en la que fue elegida Presidenta hasta el año 1918.
Publica dos obras que tuvieron gran relevancia, Federación de Organizaciones de Mujeres Austríacas y se tradujeron al inglés. Estas obras fueron Zur Kritik der Weiblichkeit (Sobre la crítica de la feminidad) en el año 1905 y Geschlecht und Kultur (Género y Cultura) en el año 1923. Además de estas obras elaboró una autobiografía.
Durante la Primera Guerra Mundial, la filósofa se comprometió con el movimiento feminista por la paz. 
Desde el año 1912, Karl Mayreder sufrió una depresión que le acompañó hasta su muerte. Esta enfermedad, que fue supervisada por multitud de especialistas, hizo que tanto él como Rosa Mayreder se vieran afectados debilitando su matrimonio y la autoestima de ella puesto que fue culpada por la enfermedad que él padecía. Karl Mayreder murió el 10 de septiembre de 1935, y ella expresa en su diario lo decepcionada que se encontraba meses antes a que este suceso se produjera:

"... especialmente que Lino y otros me culparon de su enfermedad como si hubiera sido 'abrumado' por mi personalidad, todavía me indigna, ¡treinta años de matrimonio más feliz no han sido suficientes para refutar el prejuicio contra la mujer espiritualmente orientada!"

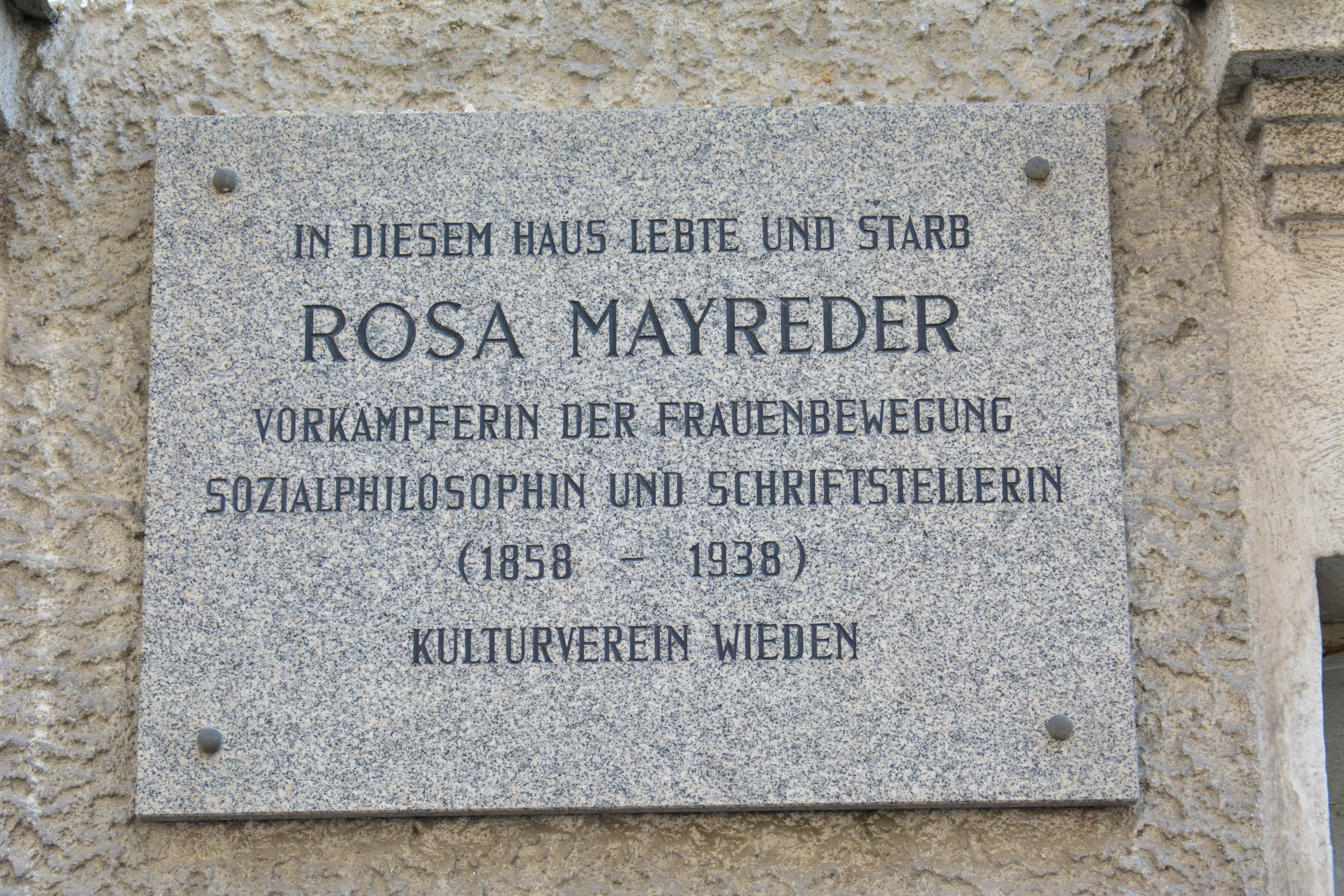
Rosa Mayreder.

Rosa Mayreder murió en Viena el 19 de enero de 1938.

## Filosofía
Para Mayreder, todo lo que se considera típicamente como "femenino" o "masculino" es solo una norma cultural que no puede pretender configurar la naturaleza del hombre ni de la mujer. El individuo y su desarrollo intelectual tienen mucho más valor que la cuestión de género. Para Rosa Mayreder hay un "ideal humano" que todos deben intentar alcanzar, ya sea hombre o mujer. La autora estaba al tanto de los últimos conocimientos de la medicina de su época y los tenía en cuenta: 

"Durante mucho tiempo, se ha buscado en el cerebro el factor determinante para la diferencia entre sexos y se ha creído encontrar diferentes indicios de ello. Pero hoy en día ya no puede ponerse en duda que los cerebros humanos manifiestan simplemente las diferencias individuales, y no las sexuales".

Cuanto más desarrollada está la personalidad del ser humano, menos motivos hay para que las características sexuales pasen a un primer plano. Debemos ser capaces de superar las perspectivas dictada por las convenciones.

"Que una personalidad femenina tenga un efecto sobre nosotros diferente del de una masculina no radica tanto en lo que es, sino que en cómo es".

Mayreder se extendió sobre este tema cuando en 1903 Otto Weininger publicó Sexo y carácter. En esta obra se afirmaba que "incluso el hombre de más baja condición está infinitamente por encima de la mujer de categoría elevada". Estas afirmaciones hicieron que la autora se manifestara en contra de ellas tachándolas como discriminatorias. Rosa Mayreder se centró en la lucha por la igualdad entre hombres y mujeres. Dedicó parte de su vida al feminismo y a la lucha por los derechos de las mujeres. Sus trabajos se centraron en incitar a los individuos a seguir su verdadera personalidad sin tener en cuenta los roles de género impuestos por la sociedad. La diversidad de textos muestra la variedad de temas que desarrolla y sus ideales. Sus libros tienen la forma de ensayos, más que de tratados sistemáticos.
En Género y cultura expone:

"En los hechos y acciones de un ser humano, es donde se ve realmente a la persona; en lo que piensa y dice de sí mismo su yo reflexivo, que sólo cuando está controlado por un cierto grado de comprensión de la esencia primaria, de autoconocimiento, posee cierta seguridad… […] Puede decirse que la armonía interior y exterior de la vida es, para el individuo, proporcional a la relación que tiene su yo reflexivo con una persona real".

## Obras
- Der Corregidor (El Corregidor). 1896.
- Übergänge (Transiciones). 1897.
- Geschichte einer Liebe (Idolo). 1899.
- Zur Kritik der Weiblichkeit (Sobre la crítica de la feminidad).1905.
- Geschlecht und Kultur (Género y Cultura). 1923.
- "weiblichen Faust" Anda Renata ("puño femenino" Anda Renata). 1934.
- Diana und Herodias (Las obras de Diana y Herodia). 1937.
- Aschmedais Sonette an den Menschen. (Los sonetos de Aschmedai para humanos). 1937.